# Рыдз-Смиглы, Эдвард
 Э́двард Рыдз-Сми́глы (Рыдз-Смиглый, пол. Edward Rydz-Śmigły; 11 марта 1886, Бережаны, ныне Тернопольская область, в то время Галиция в составе Австро-Венгрии — 2 декабря 1941, Варшава) — польский военачальник и политик, маршал Польши (с 1936), верховный главнокомандующий польской армией в войне 1939 года.
Настоящее имя Эдвард Рыдз; псевдонимы Смиглы (Śmigły), Тарловский (Tarłowski), Адам Завиша (Adam Zawisza).

## Ранние годы
Родился в селе Лапшин (ныне Тернопольская обл., Украина), около города Бережаны, Галиция, Австро-Венгрия в семье сержанта австро-венгерской армии Томаша Рыдза и Марии Бабяк. Его отец умер от воспаления лёгких, когда сыну было всего два года. Через восемь лет тоже от воспаления лёгких умерла его мать. Воспитывался бабушкой и дедушкой по материнской линии, а после их смерти — в семье доктора Урановича, городского врача в Бережанах, у которого ранее работала его мать.
После окончания Бережанской гимназии изучал философию и историю искусств на философском отделении Ягеллонского университета. Затем с целью стать художником обучался в Академии изящных искусств в Кракове. Его учителями были Леон Вычулковский, Теодор Аксентович и Юзеф Панкевич. Позднее учился живописи в Вене и Мюнхене. В 1908 году вступил в подпольную военную организацию «Związek Walki Czynnej», созданную по инициативе Юзефа Пилсудского. В 1910—1911 годах окончил обязательное для выпускников школ в Австро-Венгрии училище офицеров запаса в Вене и прослужил год в 4-м пехотном полку австро-венгерской армии.
Своё военное образование завершил с отличием, следствием чего было предложение службы в Австро-Венгерской армии, от которого он отказался. С 1910 года состоял в Стрелецком союзе (пол. Związek Strzelecki, военизированной организации польских сепаратистов), пользовался псевдонимом «Смиглый». Окончил офицерскую школу Стрелецкого союза. В 1913 году назначен комендантом Львовского округа Стрелецкого союза.
В то же время закончил художественное образование. Считался очень перспективным талантливым художником в пейзажной и портретной живописи. Профессора и критики хвалили его работы и предсказывали ему большое будущее.

## Первая мировая война

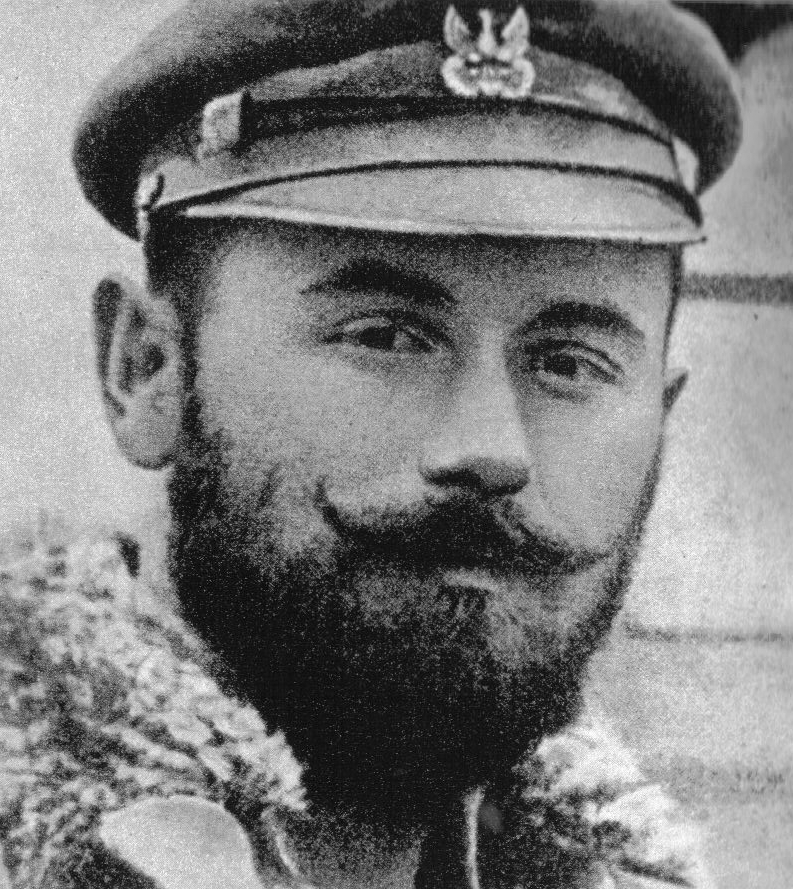
Майор Эдвард Рыдз.1914 год

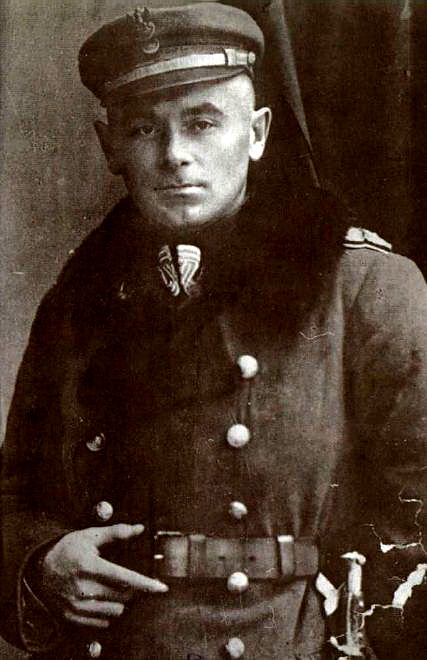
Эдвард Рыдз в 1917 году

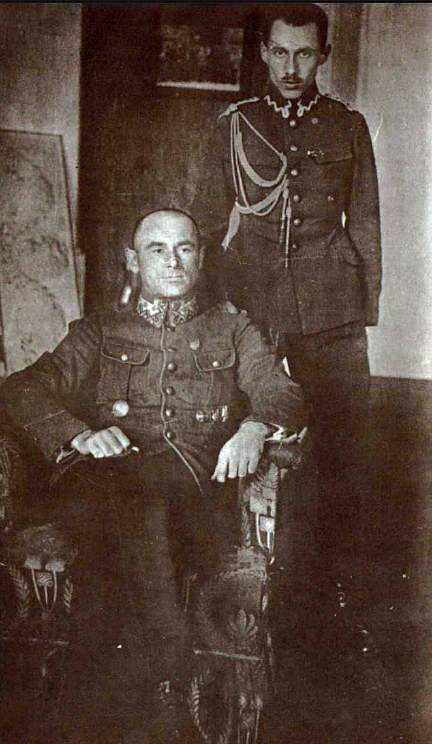
Руководитель Польской войсковой организации Рыдз-Смиглы и его советник Богуслав Медзинский в Люблине в 1917 году

Во время Первой мировой войны в июле 1914 года был призван в австро-венгерскую армию. С 1 августа 1914 в 1-й бригаде Польских легионов. Командир батальона, полка, бригады. Участвовал во многих боях с российской армией в районе Южной Вислы и быстро рос в воинском звании. В том же 1914 году произведён в майоры, в 1915 году — подполковник, в 1916 году — полковник. Однако Эдвард не забывал о своем искусстве художника и выставлял свои работы в Краковской галерее. Ещё в 1916 году коменданты полков, включая Рыдза-Смиглы, создали так называемый «Совет полковников», который отправил австрийским властям меморандум, касающийся вопроса будущего Польских легионов. Коменданты настаивали на том, чтобы австрийские офицеры покинули их комендатуры, и требовали создать временное польское правительство.
После того, как по распоряжению Юзефа Пилсудского польские солдаты отказались давать присягу на верность Германии и Австро-Венгрии, Эдвард с подачи Пилсудского тоже подал прошение об отставке, но забрал его (по его же просьбе) после оглашения Германией и Австро-Венгрией «Манифеста 5 ноября», в котором говорилось о создании подчинённого Берлину и Вене Польского государства. Тогда казалось, что появился шанс создать единую польскую армию под национальным флагом. Однако из этой идеи национальной армии ничего не вышло. Юзефа Пилсудского и Казимежа Соснковского заключили под стражу в крепости Магдебурга, а Эдварда австрийские военные власти уволили из Польских легионов без права ношения мундира — он должен был служить в австро-венгерской армии, но заболел. Неизвестно, было ли это уже тогда симуляцией, однако доподлинно известно, что он использовал поддельные медицинские справки позже, когда уклонялся от призыва в австро-венгерскую армию. По назначению Пилсудского он возглавил Польскую войсковую организацию (Polska Organizacja Wojskowa; конспиративное объединение, действовавшее на всех территориях бывшей Речи Посполитой в границах 1772 года). В это время у него появился псевдоним «Смиглы» («быстрый», «проворный»), который позднее стал частью его фамилии.
Рыдз-Смиглы перенёс главную комендатуру Польской войсковой организации (ПВО) из Варшавы в Краков, в подземелья под Вавелем. Говорили, что к коменданту невозможно было попасть без проводника. Благодаря Рыдзу, деятельность Польской войсковой организации распространилась на Галицию. Он направил своих эмиссаров и в Россию, чтобы установить контакты с российскими политическими партиями. В сентябре 1918 года Рыдз совершил поездку в Киев, чтобы нейтрализовать влияние Национально-демократической партии в польских военных организациях на Украине. Рыдз сумел пробраться в столицу Румынии Яссы, где договорился с французскими войсками о кредите, пообещав поднять антигерманское восстание на Украине. В Киев он вернулся с чемоданом банкнот.
В Киеве Рыдз познакомился со связной ПВО Мартой Томсон-Залеской и влюбился в неё. Позднее, после развода с первым мужем, помещиком Залесским, Марта в 1921 году вышла замуж за Эдварда.

## Польская Республика

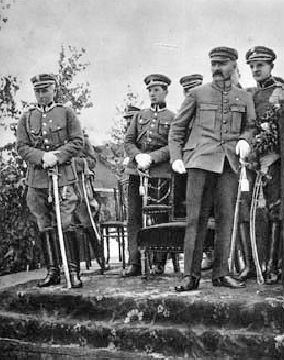
Эдвард Рыдз-Смиглы, Болеслав Венява-Длугашевский и Юзеф Пилсудский в Вильно. 1919 год

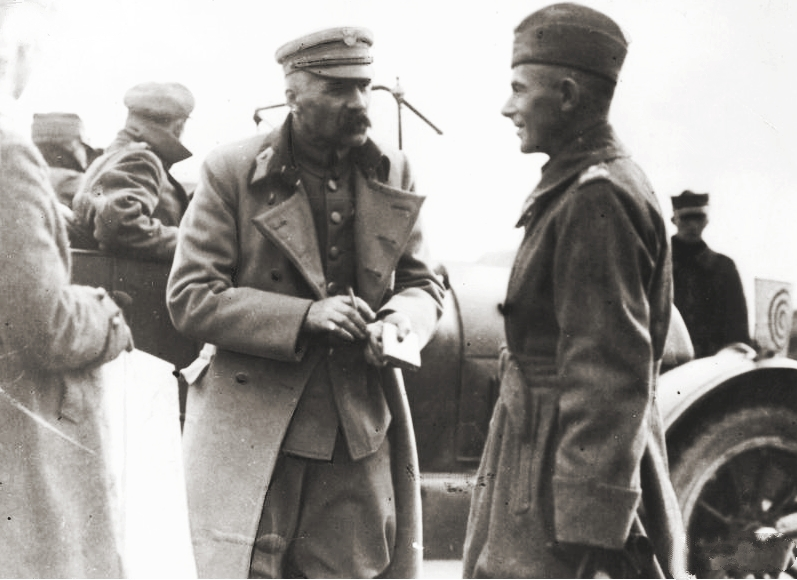
Юзеф Пилсудский и Рыдз-Смиглы во время советско-польской войны. 1920 год

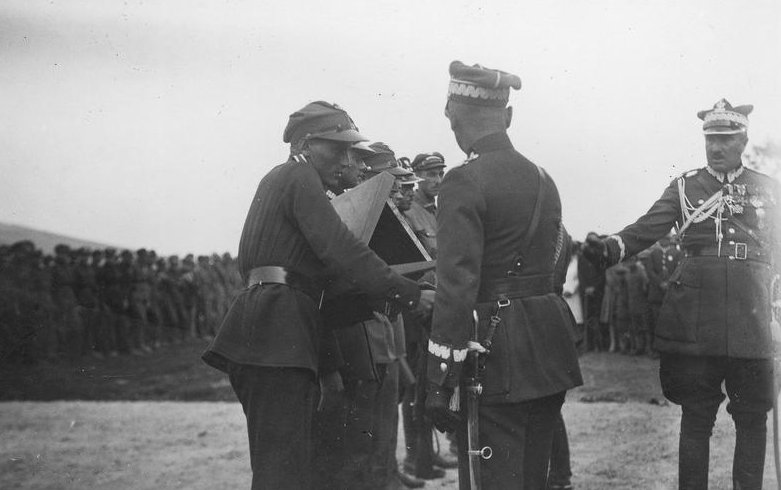
Генерал Эдвард Рыдз-Смиглы вручает награды участникам марша своего имени (в Бережанах, 1928). Справа: ген. Станислав Соллогуб-Довойно

В ноябре 1918 года Рыдз вошёл в состав Временного народного правительства Польской Республики социалиста Игнацы Дашинского в Люблине в качестве военного министра. Получил звание бригадного генерала. Именно в это время он стал пользоваться двойной фамилией Рыдз-Смиглы. 11 ноября 1918 года Временное правительство передало всю власть Пилсудскому, который стал Временным Главой Государства. После некоторых колебаний Пилсудский, который был недоволен сотрудничеством Рыдз-Смиглы с социалистами (хотя сам Пилсудский по собственным словам «сошёл с трамвая социализма на остановке Независимости») утвердил его в качестве бригадного генерала, но навсегда запретил заниматься политикой. С ноября 1918 года Рыдз-Смиглы в польской армии командовал варшавским генеральным округом, затем в ходе польско-украинской войны — оперативной группы «Ковель». Во время советско-польской войны в апреле 1919 года в качестве командующего I пехотной дивизии легионов руководил операцией по взятию Вильны, затем в конце 1919 — начале 1920 годов руководил контрнаступательной кампанией в Латвии, завершившейся в феврале 1920 занятием Двинска. Затем в качестве главнокомандующего латвийской армией вытеснил Красную Армию из Латгалии. За эти операции он был награждён высшей военной наградой Латвии — орденом Лачплесиса.
Во время наступления весной 1920 года Рыдз-Смиглы командовал 3-й армией, которая 7 мая заняла Киев. Однако 10 июня ввиду угрозы окружения 3-я армия Рыдз-Смиглы оставила Киев и отступила в район Мазовии. Затем в качестве командующего Юго-Восточным фронтом Рыдз-Смиглы отвёл войска ко Львову. В битве под Бродами он остановил кавалерию Буденного. От Львова по приказу Пилсудского он двинулся на помощь Варшаве. 13—25 августа 1920 года участвовал в варшавском сражении, командуя Центральным фронтом от Демблина до Бродов (его силы разбили 16-ю советскую армию) и затем 2-й армией, воспрепятствовавшей отступлению красных частей и занявшей Замбров, Белосток, Гродно и Лиду. 4-я, 15-я армии и 3-й конный корпус Красной Армии благодаря действиям Рыдз-Смиглы были оттеснены в Восточную Пруссию и интернированы немцами. После этих боёв Рыдз-Смиглы получил звание дивизионного генерала.

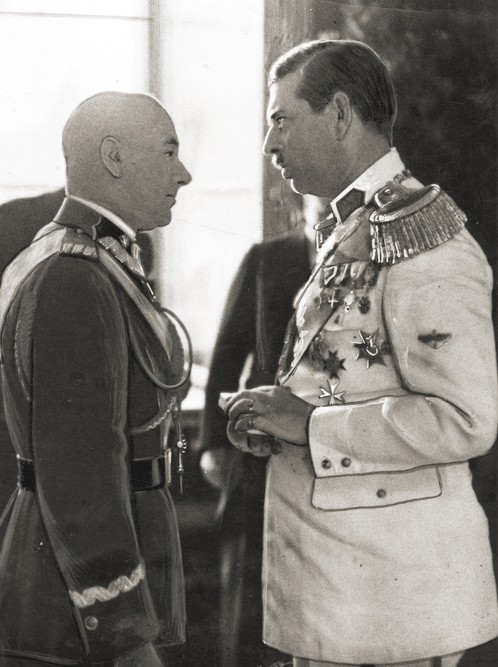
маршал Рыдз-Смиглы и король Румынии Кароль II 1937 год

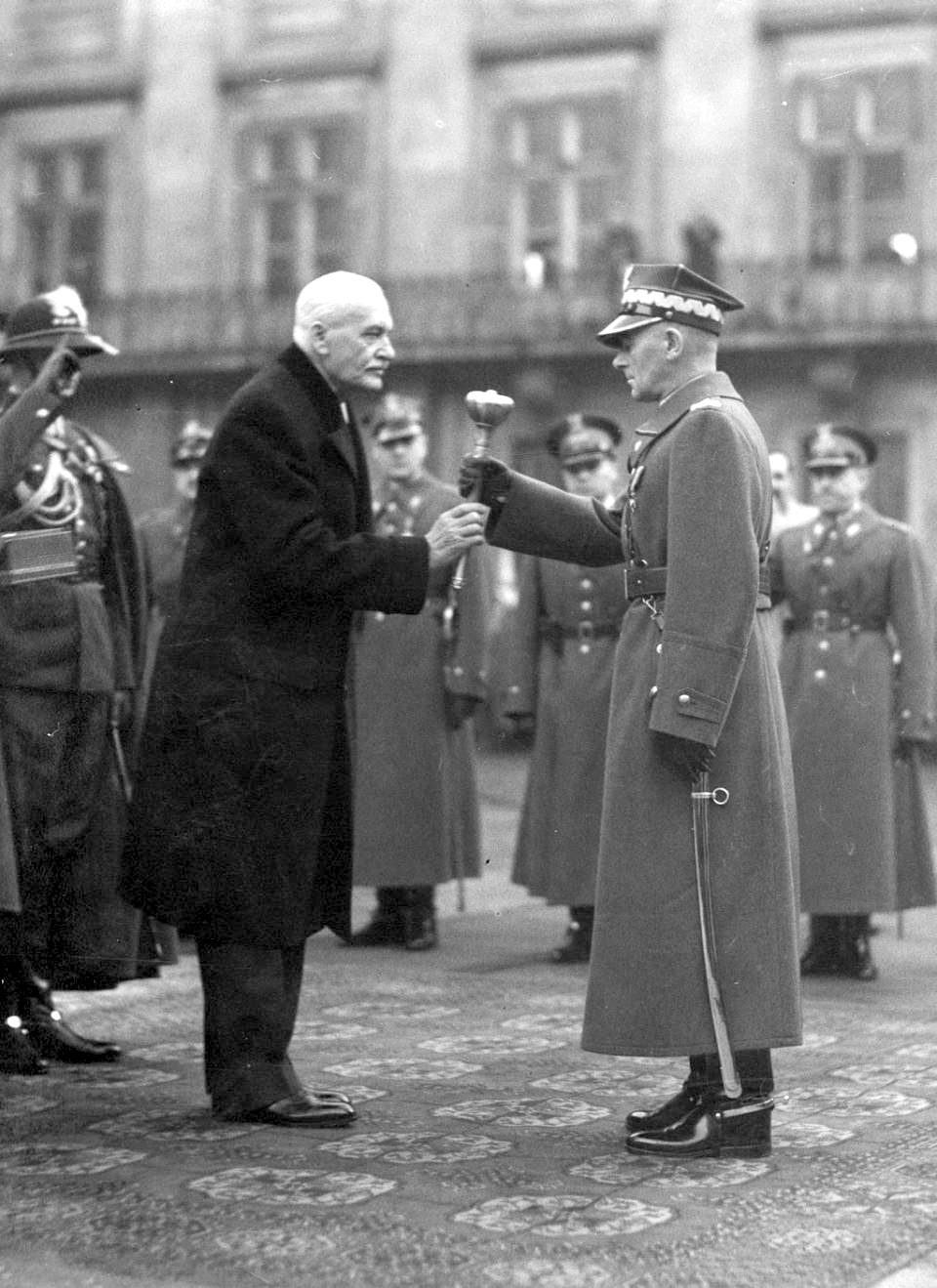
Рыдз-Смиглы получает маршальскую булаву из рук президента Польши Игнация Мосцицкого 10 ноября 1936 года

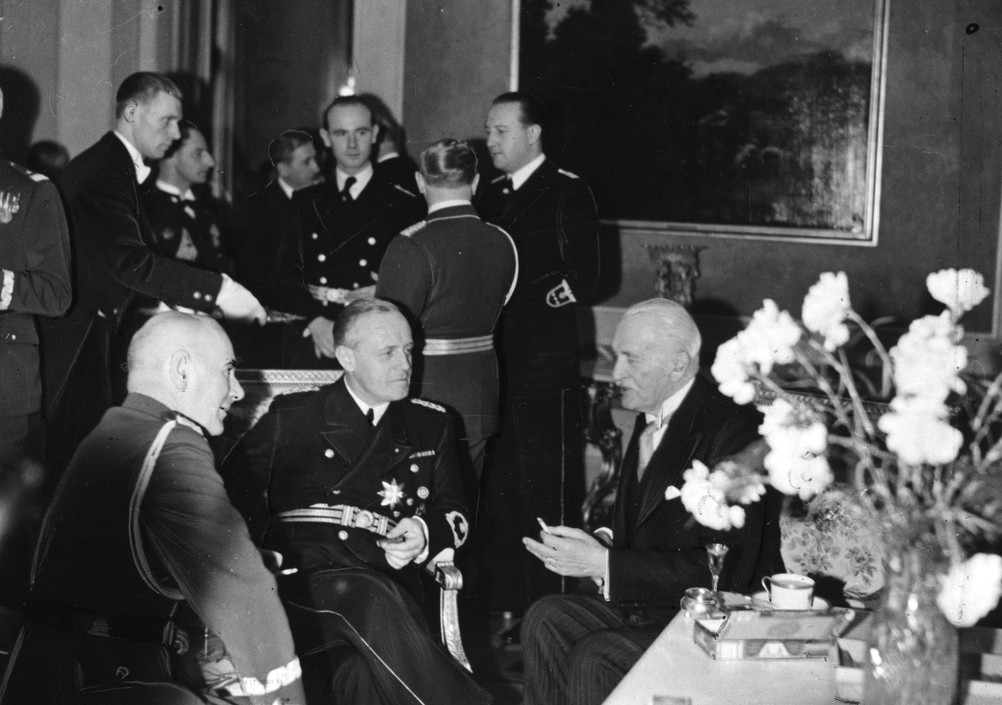
Игнаций Мосцицкий и Рыдз-Смиглы встречаются с Иоахимом фон Риббентропом накануне войны. 1939 г.

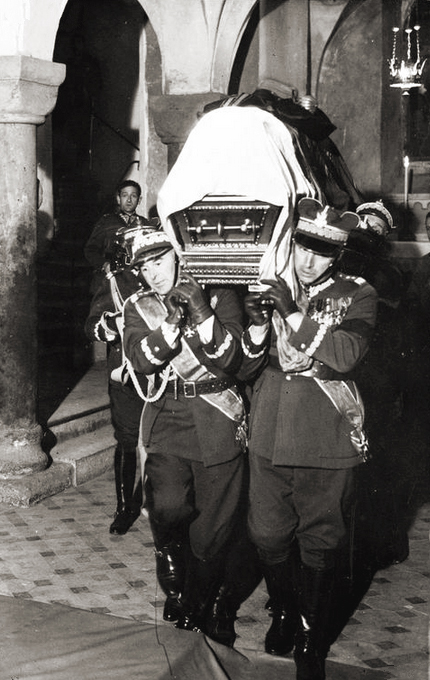
Рыдз-Смиглы и Казимеж Соснковский несут гроб Юзефа Пилсудского на его похоронах

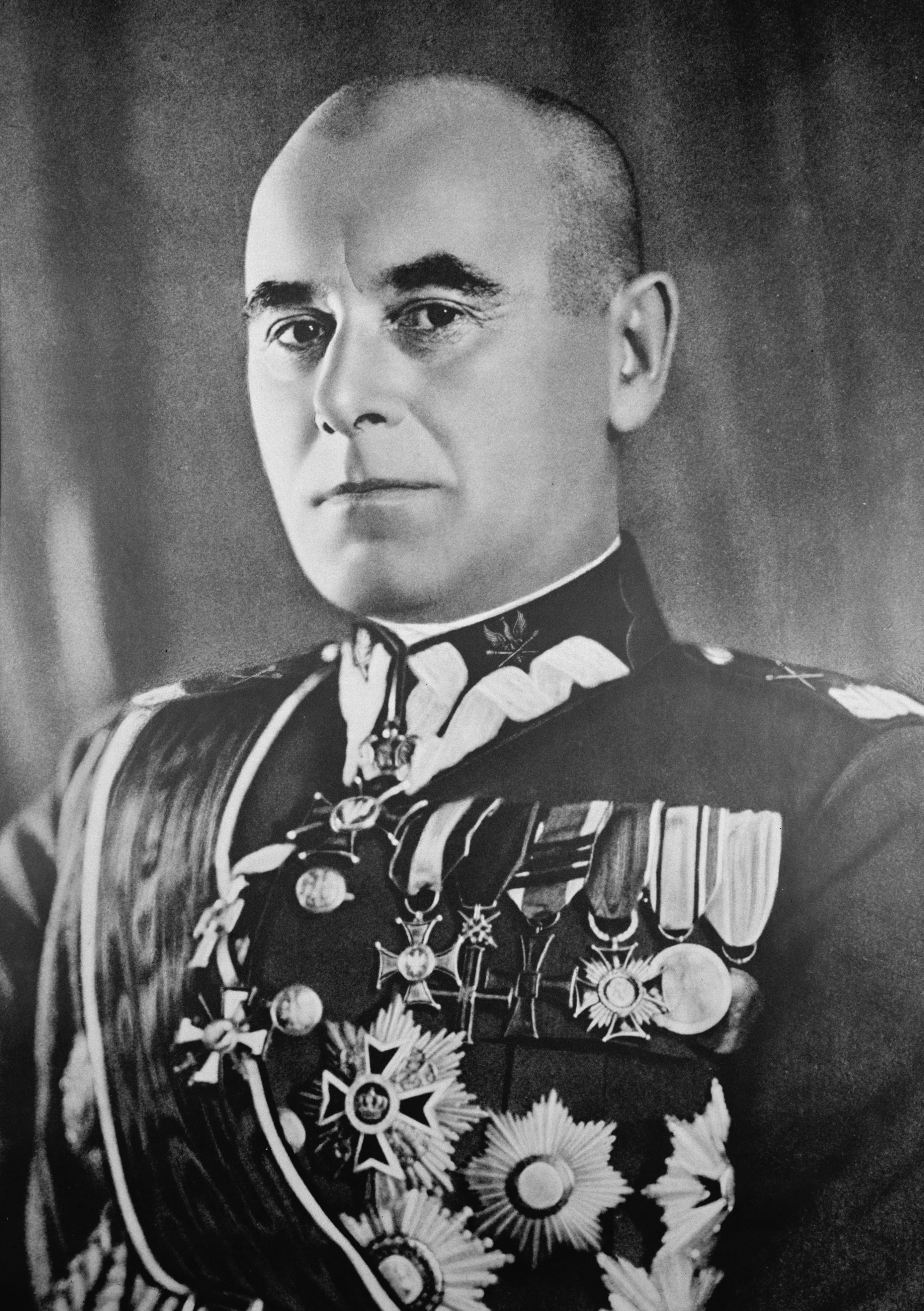
Маршал Рыдз-Смиглы

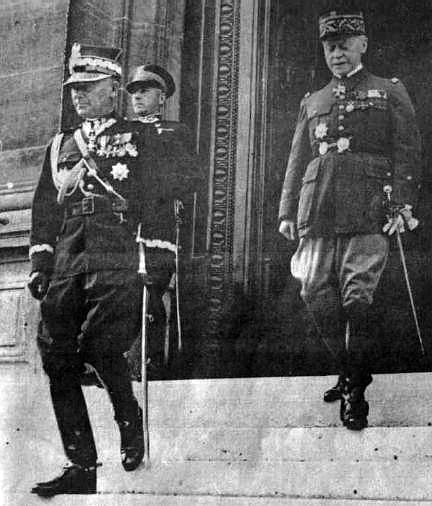
Генерал Эдвард Рыдз-Смиглы и французский генерал Морис Гамелен

В 1921—1926 годах Рыдз-Смиглы был инспектором 1-й армейской инспекции (в Вильне). Во время Майского переворота в 1926 году он прислал из Вильны на подмогу Пилсудскому Первую пехотную дивизию легионов. Через несколько месяцев Пилсудский перевёл его в Генеральный инспекторат вооружённых сил на должность инспектора армии. С 1929 года он стал заместителем Пилсудского и контролировал оперативные работы группы генералов, которая занималась вопросом возможной угрозы со стороны СССР. Пилсудский видел его своим преемником на посту министра обороны.
На следующий день после смерти Юзефа Пилсудского 13 мая 1935 года Рыдз-Смиглы был назначен генеральным инспектором вооружённых сил. Он оказал поддержку Игнацию Мосцицкому на президентских выборах и стал фактически вторым лицом в государстве. 13 июля 1936 года циркуляром премьер-министра Фелициана Славой-Складковского он был назван первым лицом в Польше после президента. В ноябре 1936 года ему присвоено звание маршала Польши.
После смерти Пилсудского Рыдз-Смиглы стал активно вмешиваться в политику. Его политика была направлена на укрепление национализма и проведение репрессий (уже через несколько месяцев он создал пограничные зоны, дал право судам проводить репрессии). В 1936 году в Польше произошёл внутриполитический кризис, показавший несостоятельность президента. Чтобы как-то разрешить ситуацию, был нужен надправительственный авторитет, кем Рыдз-Смиглы и оказался. В 1936 году на съезде легионеров он предложил создать новую политическую партию с целью усилить обороноспособность Польши и «двигать Польшу выше». Он сам написал идейную декларацию новой партии, которая получила название «Лагерь национального объединения». Декларация отличалась крайним консерватизмом и клерикализмом, что оттолкнуло от него даже многих последователей Пилсудского.
В июне 1937 года Рыдз-Смиглы объявил о создании «Союза молодой Польши», который сам и возглавил. В конце 1937 года он попытался навязать президенту Мосцицкому новое правительство, но этот его шаг провалился. Стали ходить слухи о подготовке Рыдз-Смиглы государственного переворота и физическом устранении своих политических противников. Маршалу пришлось опровергать эти слухи. После этого инцидента Рыдз-Смиглы решил не спешить и заключить со стареющим президентом временное перемирие. Маршал решил сосредоточиться на военных делах. Он разработал план модернизации армии, который включал в себя увеличение числа дивизий, замену устаревшего вооружения и оснащения, увеличение числа противотанковых и зенитных установок, преобразование кавалерии в моторизированные части и развитие оборонной промышленности. Однако на осуществление этого плана у Польши не было достаточных средств. А те деньги, которые армия всё же получила, были растрачены впустую: на строительство казарм, парады, спортивные мероприятия. И в немалой степени ответственность за это несёт сам Рыдз-Смиглы. Неудачными были и внешнеполитические замыслы Рыдз-Смиглы. Он не попытался помочь Чехословакии во время мюнхенского кризиса, а напротив, создал специальную армейскую группу для занятия Заользья. Он не сумел реанимировать заключённый в 1921 году военный союз с Францией, так и не договорившись с последней о совместных военных действиях. Как и многие другие политические и военные деятели Польши, он усматривал главную угрозу с Востока, со стороны Советского Союза.

## Вторая мировая война
В марте 1939 года Гитлер оккупировал Богемию и Моравию и создал на территории Словакии сателлитное государство. Рыдз-Смиглы был единственным членом правительства, который ясно видел надвигающуюся опасность конфликта с Германией. Однако оставшегося времени было слишком мало для создания нового оперативного плана борьбы на Западе. В ходе переговоров в Москве в августе 1939 г. Рыдз отклонил все попытки западных держав получить польское разрешение на проход частей Красной Армии по территории Польши на Запад, заявив: «нет никакой гарантии, что Советы действительно будут принимать активное участие в войне. Кроме того, раз вступив на территорию Польши, они никогда не покинут её».

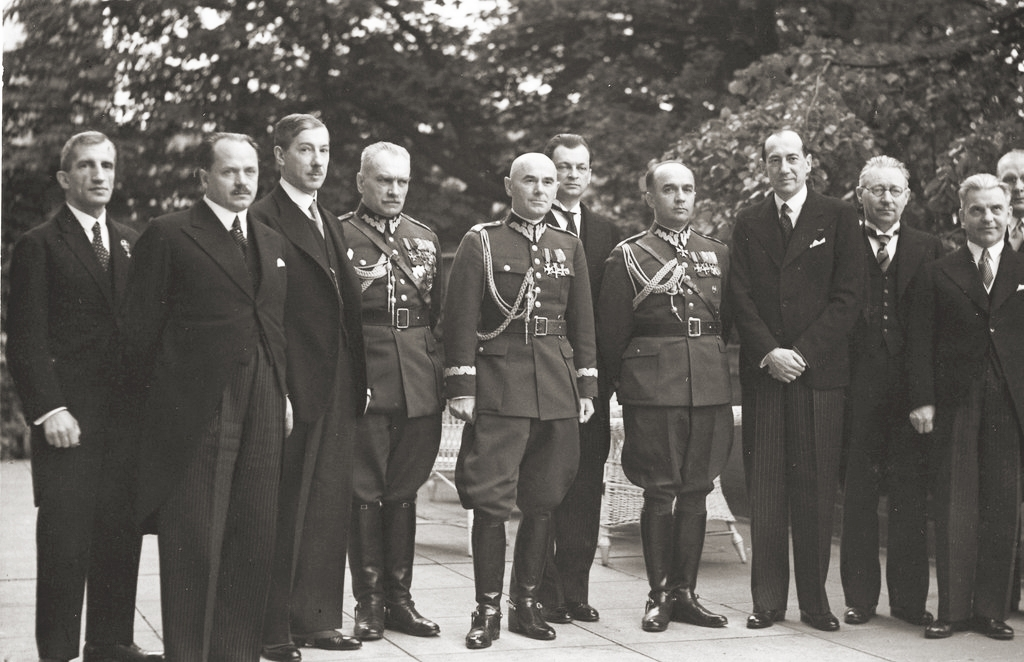
Рыдз-Смиглы среди членов правительства Фелициана Славой-Складовского, последнего довоенного правительства Польши

1 сентября 1939 года Рыдз-Смиглы был назначен Верховным Главнокомандующим. Руководство обороной страны от германской агрессии чрезвычайно затрудняли масштаб поражений и отсутствие связи с разрозненными частями. По его плану, Варшава и крепость Модлин должны были обороняться при полной оккупации страны, остатки польской армии должны были держать оборону у границы с Румынией, — ожидая поддержки союзных Франции и Англии. 7 сентября Рыдз-Смиглы вместе с большинством членов правительства эвакуировался из Варшавы в Брест. 11 сентября он отдал из Бреста приказ защищать Варшаву любой ценой. После вступления 17 сентября в Польшу войск Советского Союза Рыдз-Смиглы отдал приказ следующего содержания: «Советский Союз вторгся на нашу землю. Приказываю общее отступление в Венгрию и в Румынию самыми короткими путями. С большевиками не сражаться, разве что в случае атаки с их стороны или попыток разоружить отряд. Задание обороны, стоящее перед Варшавой и другими городами, остаётся неизменным» После этого приказа большое число польских солдат и лётчиков бежали в Южную Европу, оттуда переправились во Францию, а после капитуляции последней — в Великобританию.
18 сентября 1939 года он пересёк границу с Румынией и был интернирован румынскими властями. Переход польского правительства на румынскую территорию позволил избежать официальной капитуляции Польши, хотя переход границы самим Рыдз-Смиглы вызвал споры, учитывая его положение как Верховного Главнокомандующего. Сам он наивно верил, что Румыния пропустит его во Францию, где он снова встанет во главе Польской армии. 27 октября Рыдз-Смиглы сложил полномочия Верховного Главнокомандующего и Генерального инспектора вооружённых сил. Эти функции перешли к Владиславу Сикорскому. Во время своего интернирования в Румынии Рыдз-Смиглы стал инициатором создания польского подполья. Оно было основано из офицеров, верных памяти Пилсудского.
Маршал Рыдз-Смиглы в качестве Верховного Главнокомандующего польской армии несёт значительную долю ответственности за поражение Польской армии в сентябре 1939 года. Он был хорошим командиром на фронте, но неважным стратегом в большом конфликте. Пилсудский так писал о нём в 1922 году: «в оперативной работе, он показывает здоровый здравый смысл и много упорной энергии. Я мог бы рекомендовать его для всех в качестве командира армии, однако я не уверен, что он обладает достаточными способностями, как Главнокомандующий в войне между двумя государствами»

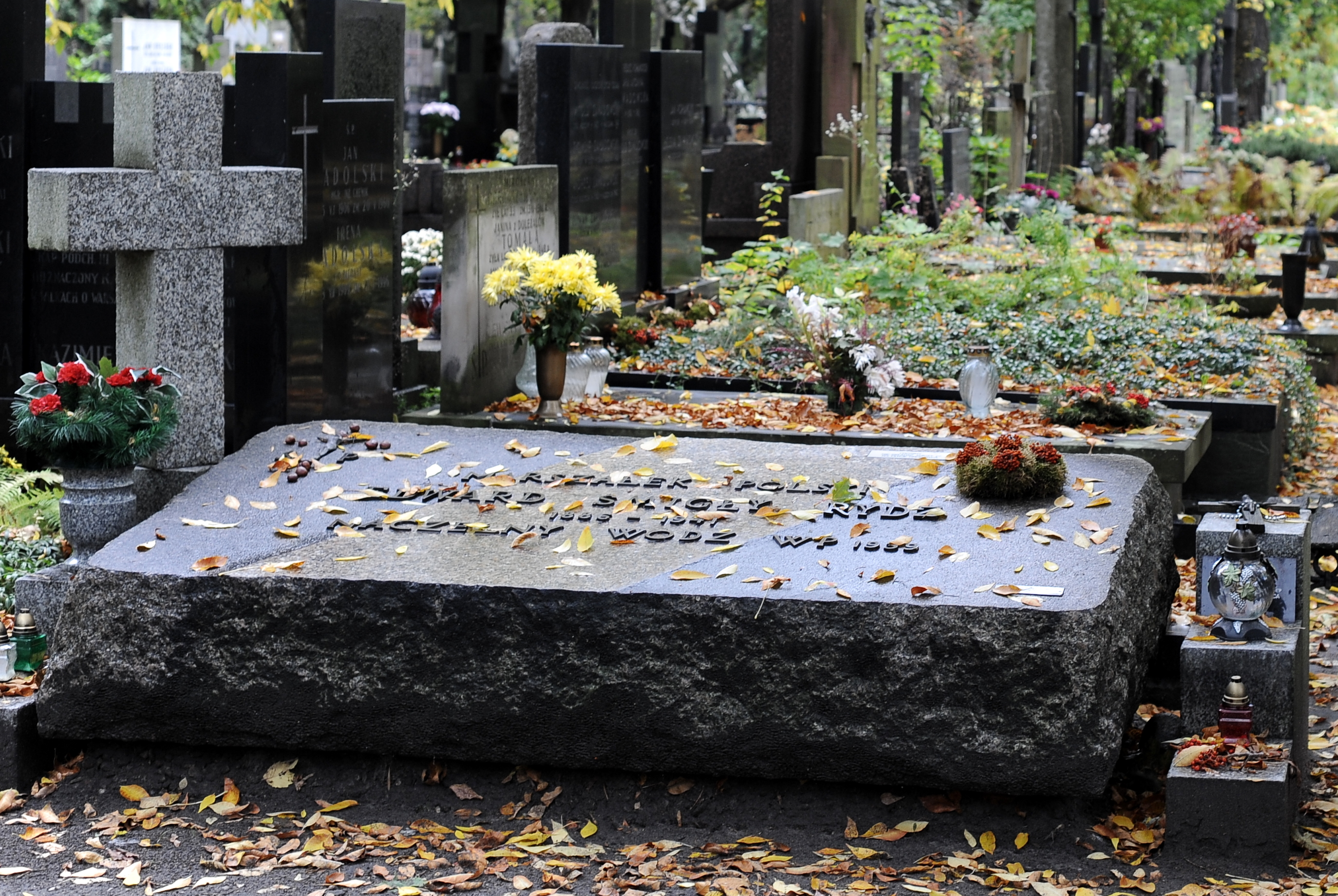
Могила Рыдз-Смиглы

Переведённый из лагеря для интернированных на виллу бывшего премьер-министра Румынии 10 декабря 1940 года, Рыдз-Смиглы бежал в Венгрию, нелегально перейдя её границу. Его побег в Венгрию и слухи о его планах возвращения в Польшу вызвали неудовольствие со стороны его политического соперника Владислава Сикорского, который был премьер-министром Польши в изгнании. Сикорский находился в оппозиции к Пилсудскому и Рыдз-Смиглы со времени Майского переворота 1926 года и с 1928 года жил во Франции. Сикорский заявил в телеграмме к лидеру «Союза вооружённой борьбы» в Варшаве Стефану Ровецкому: «польское Правительство будет рассматривать пребывание Маршала в Польше как саботаж своей деятельности в стране. Маршал должен как можно скорее переместиться в какую-либо страну Британской империи».
Однако 25 октября 1941 года Рыдз-Смиглы из Венгрии через Словакию инкогнито перебрался в Польшу, надеясь организовать и возглавить подпольную боевую организацию. Он прибыл в Варшаву 30 октября, встретился со Стефаном Ровецким (встреча была организована Стефаном Витковским, лидером одной из групп подпольщиков) и взял себе псевдоним Адам Завиша.
Рыдз-Смиглы умер внезапно от сердечной недостаточности в возрасте 55 лет, 2 декабря 1941 года, всего через пять недель после его прибытия в Варшаву. Он был похоронен на кладбище Старые Повонзки под псевдонимом Адам Завиша. Новый могильный памятник был установлен в 1994 году.

## Награды

### Польские
- Орден Белого орла,
- Командорский крест ордена «Virtuti Militari»
- Серебряный крест ордена «Virtuti Militari»
- Крест Независимости с мечами
- Большой крест ордена «Возрождения Польши»
- Командорский крест со звездой ордена «Возрождения Польши»
- Командорский крест ордена «Возрождения Польши»
- Крест Храбрых — четырежды
- Золотой Крест Заслуги

### Иностранных государств
- Великий офицер ордена Почётного легиона (Франция)
- Большой крест ордена Короны Румынии (Румыния)
- Большой крест ордена Звезды Румынии (Румыния)
- Большая лента ордена Восходящего Солнца (Япония)
- Орден Белого орла 1 класса (Сербия)
- Военный орден Лачплесиса (Латвия)
- Крест Свободы 1 класса 2 и 3 степеней (Эстония)
- Орден Орлиного креста 1 класса (Эстония)
- Орден Белой звезды на Специальной большой ленте (Эстония)